# Dancsi József
Dancsi József (Hajdúhadház, 1905. december 23. – Szolnok, 1975. április 24.) fűtőházi vízműlakatos, szociáldemokrata munkásvezető, a Szolnok Megyei Forradalmi Munkástanács megválasztott elnöke.

## Élete
Dancsi József és Aranyos Erzsébet gyermekeként született. Édesapja, az idősebb József az első világháborúban hősi halált halt, így az ifjabbik József egy időre nagybátyjához került Nagyváradra. A család 1924-ben költözött Szolnokra, ahol József fémipari szakiskolát végzett. Ezt követően előbb gőzfűrészüzemi köszörűsként, majd 1926-tól a MÁV-műhelyben dolgozott gyári munkásként. 1934-ben került lakatos munkakörbe, majd tanoncoktató volt, ezek mellett pedig a VOGE, a vasutasok érdekvédelmi szervezete egyik helyi vezetőjeként is működött. Közben a Szolnoki MÁV Sportegyesület birkózója is volt, s mint ilyen komoly sikereket aratott. 1945-ben belépett az MSZDP-be, munkahelyén pedig az üzemi bizottság alelnökének választották meg. 1948-ban az MKP és az MSZDP egyesülését annyira ellenezte, hogy a megalakuló MDP-be be sem lépett. 1956. október 26-án a Megyeházára összehívott választói gyűlésen az összegyűlt tömeg követelésére Juhász Imréné Gonda Zsuzsanna addigi megyei tanácselnök lemondott és helyébe Dancsit választották meg a Szolnok Megyei Forradalmi Munkástanács elnökévé. Erélyes fellépésének köszönhetően nem alakultak ki fegyveres összetűzések, így Szolnok városában egészen november 4-ig viszonylagos nyugalom uralkodott. Ezzel az értelmiségiek között is tiszteletre és elismerésre talált. November 9-én ideiglenesen a Szolnok Városi Tanács Végrehajtó Bizottságának megbízott elnöke lett. Mint ilyen a létrejövő hatalommal és a szovjetekkel is megegyezésre törekedett, 1957 tavaszán ő sem menekülhetett a megtorlás elől. 4 évi börtönbüntetésre ítélték, ám ennek időtartamát 1958. november 28-án 8 évre emelte a Legfelsőbb Bíróság. Büntetéséből 5 évet ténylegesen le is töltve, betegen, amnesztiával szabadult 1963-ban. Ezután a MÁV uszoda karbantartójaként kapott állást.

## Emlékezete

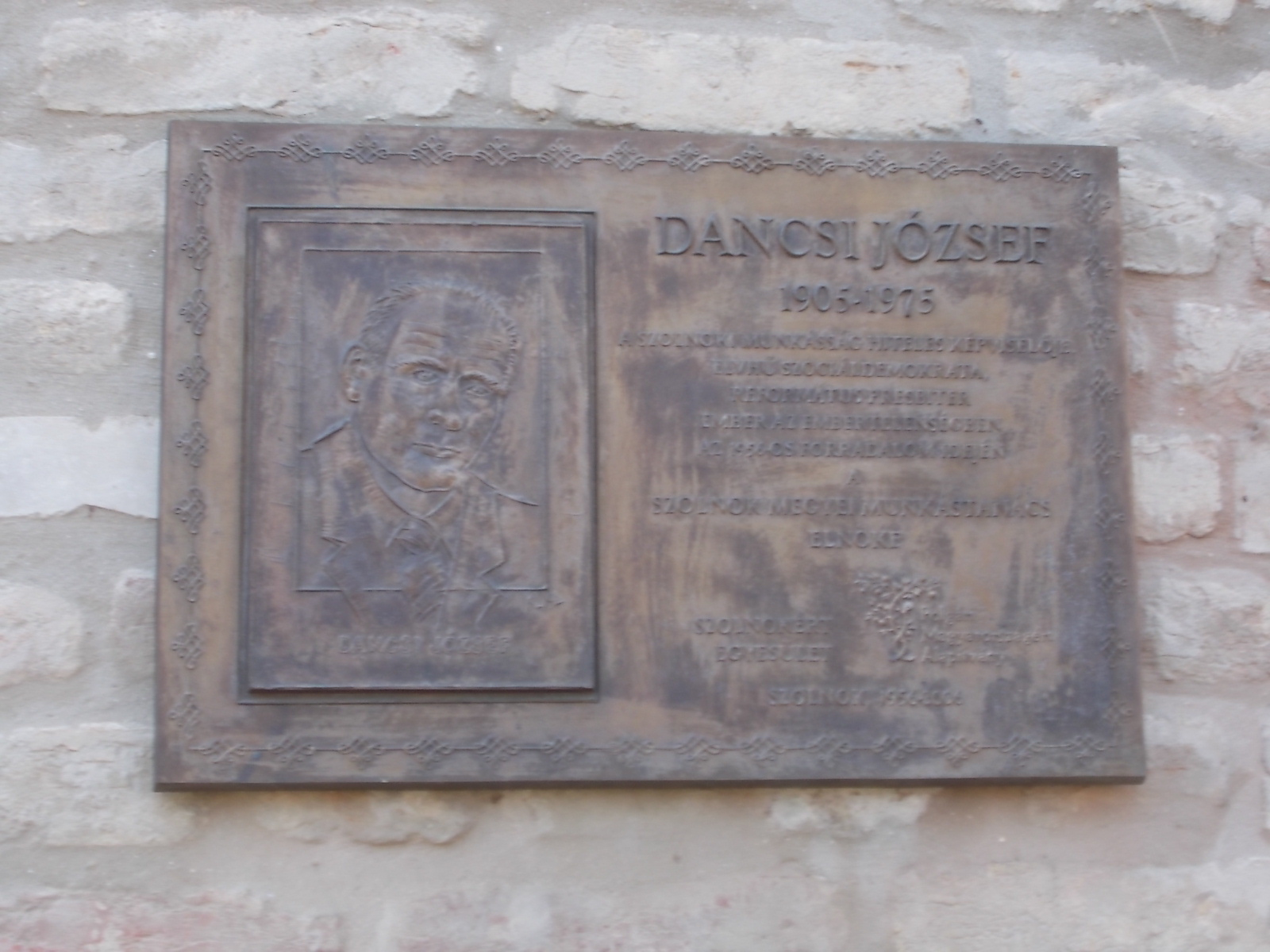
Dancsi József Sóház utcai emléktáblája, 2006.

2002-ben emléktáblát állítottak Dancsi tiszteletére Szolnokon, a Megyeháza előcsarnokában, majd 2006-ban egy domborműves táblát is a Sóház utca és a Magyar utca sarkán.